# Aglaiella
Aglaiella is een geslacht van kreeftachtigen uit de klasse van de Ostracoda (mosselkreeftjes).

## Soorten
- Aglaiella afreraensis Gramann, 1971
- Aglaiella africana (Scott, 1894) Maddocks, 1992
- Aglaiella dietmarkeyseri Hartmann, 1979
- Aglaiella kenmckenziei Hartmann, 1974
- Aglaiella railbridgensis Benson & Maddocks, 1964
- Aglaiella reimanni Mostafawi, 1986 †
- Aglaiella sangtamariae Witte, 1993
- Aglaiella setigera (Brady, 1880) Mckenzie, 1965
- Aglaiella stagnalis Daday, 1910 †
- Aglaiella westfordensis (Benson & Maddocks, 1964)
- Aglaiella xainzaensis Ye (Chun-Hui), 1987 †